# Зубцов, Евгений Никитович
Евгений Никитович Зубцов (11 июня 1920, Енакиево (ныне Донецкой области Украины) — 1 мая 1986, Киев) — украинский советский композитор. Заслуженный деятель искусств Украинской ССР (1979).

## Биография
В 1948—1949 годах — музыкальный руководитель эстрадного оркестра в Ростове-на-Дону.
Выпускник композиторского факультета Киевской консерватории по классу композиции у Н. Н. Вилинского (1954). После окончания консерватории в 1954—1955 руководил Украинской республиканской эстрадой, в 1955—1959 — художественный руководитель киевского эстрадного оркестра.
С 1960 — на творческой работе.

## Избранные сочинения
- Для оркестра — поэмы: «Котовский» (1952), «Дороги» (1966);
- Сюиты: «Море» (1961), «Балетная» (1964), «Звездный цвет» (1971);
- Оратория-песня — «Звездная юность» (сл. Б. Палийчука, 1967);
- Кантата — «Сердцем с Лениным» (для детского хора и оркестра, 1970);
- Для фортепиано с оркестром — концерт (1961);
- для эстрадного оркестра — «Закарпатская фантазия» (1958),
- 12 концертных пьес (1962) и др.;
- для трубы и тромбона — концерт (1964);
- романсы, песни (свыше 50);
- музыка для драм. театра, радиопостановок.

## Фильмография
Автор музыки к кинофильмам:
- «Пути и судьбы» (1955),
- «Первый парень» (1958),
- «Им было девятнадцать» (1960),
- «Крепость на колёсах» (1960),
- «Мы, двое мужчин» (1962),
- «Чудак-человек» (1962),
- «Королева бензоколонки» (1963),
- «Звезда балета» (1964),
- «Повесть о Пташкине» (1965),
- «Дни лётные» (1965),
- «Наедине с ночью» (1966),
- «Непоседы» (1967),
- «Эксперимент доктора Абста» (1968),
- «Где 042?» (1969),
- «Беглец из Янтарного» (1968),
- «На заре туманной юности» (1970)
- "Крутой горизонт" (1970)
- «Звёздный цвет» (1971),
- «Ни дня без приключений» (1972),
- «День моих сыновей» (1972),
- «Случайный адрес»(1972),
- «Неизвестный, которого знали все» (1972),
- «Не отдавай королеву» (1975),
- «Смотреть в глаза» (1976)
- «Алтунин принимает решение» (1978),
- «Мой генерал» (1979),
- «Капель» (1981) и др.